# Chabad Lubavitch
Chabad Lubavitch, também conhecido como Chabad (do hebraico חבד, acrônimo de 
"חכמה Chochmah - בינה Binah - דעת Da'at", "Sabedoria, Entendimento e Conhecimento") ou Lubavitch (do ליובאוויטש, nome em iídiche da cidade russa de Lyubavichi, no Oblast de Smolensk) é uma das ramificações do hassidismo e uma das maiores organizações judaicas do mundo. Fundado pelo rabi Shneur Zalman de Liadi, no século XVIII, o movimento Lubavitch foi guiado por um série de sete rabis conhecidos como rebes, dos quais o último, Menachem Mendel Schneerson, morreu em 1994.